# 1921年香港
|        | 香港歷史 \| 香港歷史年表                                                                                                   |
| 世紀： | 19世紀香港 \| 20世紀香港 \| 21世紀香港                                                                                     |
| 年代： | 1890年代香港 \| 1900年代香港 \| 1910年代香港 \| 1920年代香港 \| 1930年代香港 \| 1940年代香港 \| 1950年代香港               |
| 年份： | 1917年香港 \| 1918年香港 \| 1919年香港 \| 1920年香港 \| 1921年香港 \| 1922年香港 \| 1923年香港 \| 1924年香港 \| 1925年香港 |
| 紀年： | 辛酉年（鸡年）、香港開埠80周年                                                                                             |

## 政府
- 領導人
  - 香港總督：司徒拔爵士（～4月8日）
  - 香港總督：施勳爵士，任輔政司（署港督職；4月8日～）

- 本年數據
  - 香港政府的財政收入為1,773萬港元，支出1,574萬。[1]

## 大事记
- 1月，香港電車及金鐘海軍船塢工人罷工。

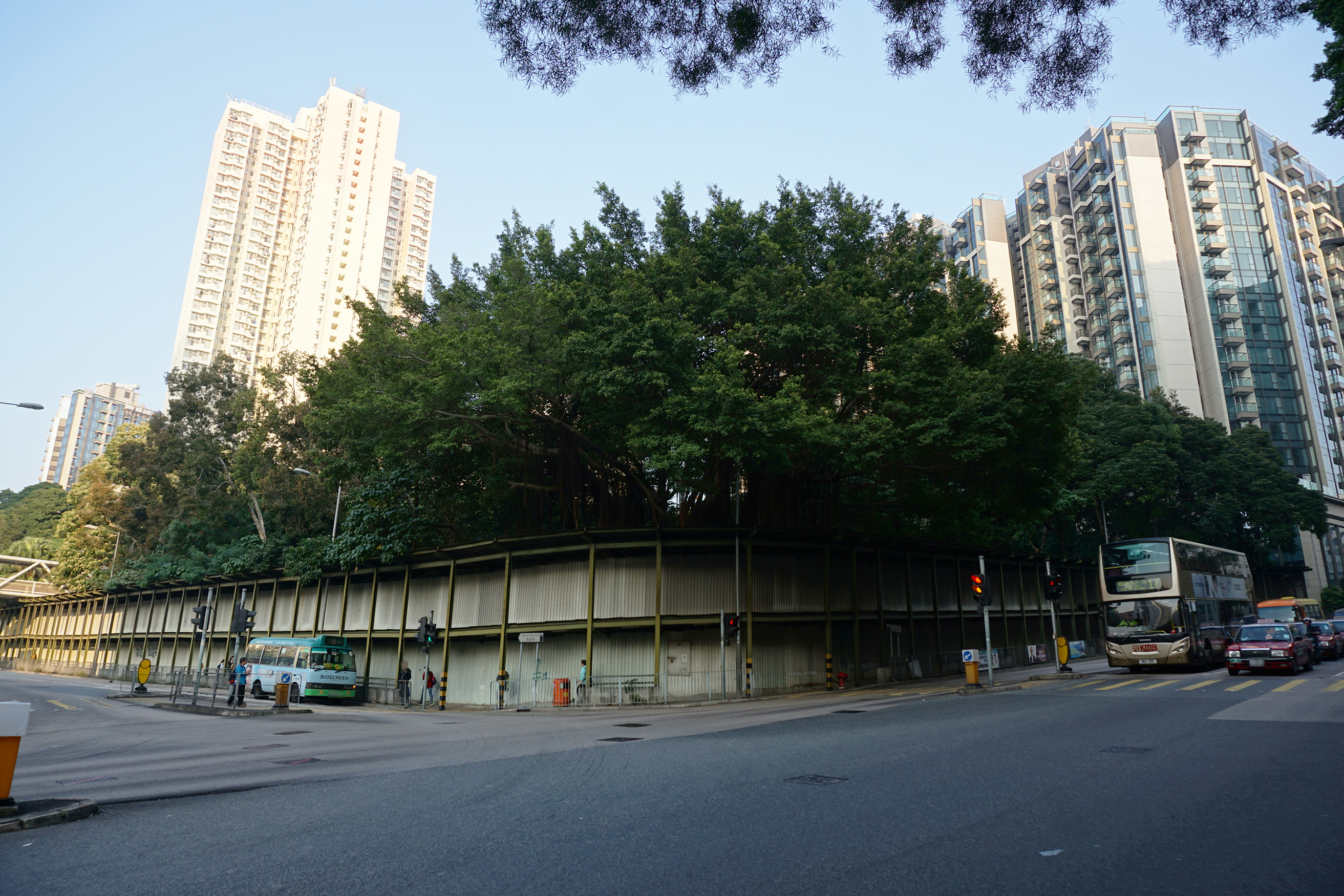
香港台山電光炮廠焚炸位置

- 2月25日，何文田台山電光炮廠，前身為「油麻地痘局」（即今培正道、常盛街及佛光街交界處[2]）發生爆炸慘劇，釀成32死56傷[3][4]，成為香港死亡人數最高的一次炮竹廠事故。
- 3月8日，日本皇儲裕仁出遊歐洲，途經香港作私人訪問。[1]
- 3月19日，香港出現有感地震。
- 4月7日，港府提議增加地稅13%遭否決。[1]
- 4月8日，港督司徒拔離港赴京，輔政司施勳署任其職務。
- 4月19日，一名男子於西環第三街七十號三樓被暗殺。
- 4月20日，福生輪船上一名男子被水手用鐵枝擊死。
- 4月21日，一名男子於上環貴華里五號三樓被四人刺傷後不治。
- 4月30日，政府頒佈《新印花稅條例》。
- 5月5日，孫中山就任中華民國非常大總統，港英政府頒令禁止慶祝廣州新政府成立。
- 5月11日，
  - 司徒拔結束外務回港。[1]
  - 一名婦人於油麻地新填地街456號門口被人斬死。
- 5月13日，廣州政府抗議香港政府的敵對行為。
- 6月7日，英國殖民地次官表示，英國政府決議不變更香港政制。
- 6月23日，香港大學首次招收女學生。[1]
- 8月，黃大仙祠落成開幕。
- 9月1日，立法局討論中區軍事設施遷移問題。
- 9月9日，當局頒佈《海傍東（灣仔）填海條例》。
- 10月10日，港人首次舉行雙十節慶祝活動。
- 10月15日，京劇戲曲大師梅蘭芳首次來港。[1]
- 11月1日，中環皇后碼頭奠基開工。
- 11月，梅蘭芳在港演出，盛況空前。
- 12月3日，中國代表在華盛頓會議上，再次提出收回租借地。[1]
- 12月16日，定例局非官守議員、華人代表韋玉爵士在家中因水腫病逝，終年72歲。
- 本年：
  - 灣仔、深水埗及長沙灣填海工程動工。
  - 鴨脷洲填海工程完成。

## 出生人物
- 8月2日－司馬華龍，香港電影及電視演員。
- 8月20日－曾楚霖，香港電影及電視演員。
- 11月25日－何鴻燊，著名港澳商人，何福家族成員。

## 逝世人物
- 12月16日—韋玉爵士，定例局首席非官守議員。